# Senecio petiolaris
Senecio petiolaris là một loài thực vật có hoa trong họ Cúc. Loài này được DC. miêu tả khoa học đầu tiên.